# Hannah Cairo
Hannah Mira Cairo (geboren 2007/2008 in Nassau, Bahamas) ist eine US-amerikanische Mathematikerin. Sie ist dafür bekannt, die Mizohata-Takeuchi-Vermutung widerlegt zu haben – diese galt seit den 1980er Jahren als ungelöst.

## Leben
Hannah Cairo wuchs in Nassau, Bahamas, auf und nahm während der COVID-19 Pandemie online am Berkeley Math Circle Sommercamp teil. Nach ihrem Umzug in die USA besuchte sie neben der High School bereits Kurse an der University of California, Berkeley, unter anderem die Vorträge des Mathematikers Ruixiang Zhang.
Ab Herbst 2025 wird Cairo ihre Forschung, mit dem Schwerpunkt Fourier-Restriktionstheorie, unter Zhangs Betreuung fortsetzen und ihren Ph.D. an der University of Maryland beginnen.
Zudem ist sie Mitglied des Berkeley Math Circle, als Teilnehmerin sowie als Lehrkraft.

## Gegenbeweis zur Mizohata-Takeuchi-Vermutung
Hannah Cairo versuchte ursprünglich im Zuge einer Lehraufgabe von Ruixiang Zhang, die Vermutung zu beweisen. Sie stieß jedoch immer wieder auf Hindernisse, bis sie schließlich erkannte, wie sie die Vermutung widerlegen konnte. Nachdem ihr der erste Gegenbeweis gelungen war, fand sie eine weitaus einfachere Art, ein Gegenbeispiel zu erzeugen.
Ihre Forschungsarbeit wurde am 10. Februar 2025 als Pre-Print auf der Forschungs-Plattform arXiv veröffentlicht.

## Publikationen
- [2502.06137] A Counterexample to the Mizohata-Takeuchi Conjecture